# Robert Quinn
Pour les articles homonymes, voir Quinn.
(en) Statistiques sur pro-football-reference
Robert Quinn, né le 18 mai 1990 à Ladson en Caroline du Sud, est un joueur américain professionnel de football américain évoluant au poste de defensive end.
Il joue pour les Eagles de Philadelphie après avoir été sélectionné par les Rams de Saint-Louis-Los Angeles lors de la draft 2011 de la NFL et après avoir transité chez les Dolphins de Miami (2018-2019), les Cowboys de Dallas (2019) et les Bears de Chicago (2020-2021).

## Biographie

### Sa jeunesse
Quinn étudie à la Fort Dorchester High School (en) de North Charleston en Caroline du Sud où il joue au football américain avec les Patriots de Fort Dorchester. Son année senior est raccourcie à la suite d'une opération au cerveau pour une tumeur bénigne. Quinn se rétablit complètement et reprend la pratique de son sport par la suite. Il enregistre 54 plaquages dont 10 pour perte, 5 sacks et 21 pressions sur quarterback avant son opération. Il est classé 19e meilleur recrue défensive possible par Scout.com (en) et 18e par Rivals.com,. En 2008, il participe à l'U.S. Army All-American Bowl (en).
Au lycée, il pratique également la lutte et reporte à trois reprises le titre de son État dans la catégorie poids lourd.

### Carrière universitaire
Quinn intègre l'université de Caroline du Nord à Chapel Hill où il joue pour les Tar Heels de la Caroline du Nord en NCAA Division I FBS.
À l'issue de sa première saison (12/13 matchs joués, 34 plaquages (6½ pour perte), deux sacks et deux fumbles forcés), il remporte le Brian Piccolo Award décerné au joueur le plus courageux de l'Atlantic Coast Conference et termine 3e meilleur rookie défensif de l'année en ACC.
En 2009, Quinn réussit 52 plaquages (meilleur total de l'ACC) dont 19 pour perte (15e de la NCAA Div I FBS) et 11 sacks (2e de l'ACC et 16e de la NCAA Div I FBS). Il dévie également trois passes adverses et force six fumbles (2e de l'ACC et 4e de la NCAA Div. I FBS). Fin de saison il est sélectionné dans l'quipe type de l'ACC et dans la deuxième équipe All-American par CBS Sports. Il termine également deuxième meilleur rookie défensif 2009 en ACC.
Avant le début de la saison 2010, la NCAA estime que Quinn est inéligible après avoir constaté qu'il a menti aux enquêteurs au sujet de bijoux (d'une valeur globale de plusieurs milliers de dollars) reçus d'agents sportifs - voir l'article Scandale au niveau de l'équipe de football américain de l'université de Caroline du Nord à Chapel Hill (en)). Cette affaire met fin à la carrière universitaire de Quinn. De plus, le 19 novembre 2013, l'université de Caroline du Nord adresse une lettre de rupture aux trois joueurs impliqués (Quinn, Marvin Austin (en) et Greg Little (en) pour les avantages indus pris pendant leur séjour à l'université,. Ces trois athlètes n'ont dès lors plus le droit de contacter les athlètes actuels de l'université et ne sont plus autorisés à pénétrer dans le Kenan Memorial Stadium ou d'autres installations sportives situées sur le campus.

### Carrière professionnelle
Déjà en avril 2010, Quinn est considéré comme un des meilleurs joueurs se présentant à la draft 2011 de la NFL,. Bien que n'ayant pas joué au cours de sa dernière saison universitaire, il est toujours considéré comme un potentiel Top 10 en janvier 2011. Après le Combine, il descend un peu et est considéré comme potentiel 11e choix de la draft en début mars 2011.
| Taille             | Poids           | Bras          | Main           | Sprint   | Sprint   | Sprint   | Shuttle 20 yards | 3 cones drill | Détente       | Détente             | Développé couché | Test Wonderlic |
| Taille             | Poids           | Bras          | Main           | 40 yards | 10 yards | 20 yards | Shuttle 20 yards | 3 cones drill | verticale     | horizontale         | Développé couché | Test Wonderlic |
| 1,93 m (6 ft 4 in) | 120 kg (265 lb) | 86 cm (34 in) | 26 cm (10⅛ in) | 4,70 s   | 1,64 s   | 2,74 s   | 4,31 s           | 6,99 s        | 86 cm (34 in) | 318 cm (10 ft 5 in) | - 24 reps        | -              |

#### Rams de Saint-Louis / Los Angeles
Quinn est sélectionné en 14e choix global lors du premier tour de la draft 2011 de la NFL par la franchise des Rams de Saint-Louis. Il est le deuxième defensive end à y avoir été choisi après J. J. Watt.

##### 2011
Le 30 juillet 2011, les Rams de St. Louis signent Quinn pour une durée de quatre saisons et pour un montant de 9,43 millions de dollars incluant la prime à la signature de 4,77 millions. Quinn arrive un jour en retard au camp d'entraînements à la suite de la naissance de son premier fils. Pendant ce camp, il entre en compétition avec le vétéran James Hall (en) pour être titulaire au poste de defensive end. L'entraîneur principal Steve Spagnuolo (en) désigne finalement Quinn en tant que premier remplaçant des titulaires Chris Long et James Hall.
Il fait ses débuts officiels en NFL lors du premier match de la saison perdu 16 à 28 contre les Giants de New York à l'occasion du Monday Night Football et y réussit deux plaquages en solo et son premier sack professionnel sur le quarterback Eli Manning pour une perte adverse de 8 yards au cours du troisième quart temps. Le 30 octobre 2011, il réussit son deuxième sack et bloque un punt contre les Saints de La Nouvelle-Orléans ce qui lui vaut d'être désigné meilleur joueur NFC des équipes spéciales de la semaine.
En 11e semaine, Quinn réussit cinq plaquages en solo (son record de la saison) et un sack lors de la défaite 7 à 24 contre les Seahawks de Seattle. Le 18 décembre 2011, Quinn est titulaire pour la première fois de sa carrière professionnelle à la suite de la blessure au genou de James Hall. Il effectue un plaquage et dévie une passe adverse malgré la déafite 13 à 20 dfes Rams contre les Bengals de Cincinnati. Quinn termine son année rookie avec un bilan de 23 plaquages dont 20 en solo, cinq sacks, trois punts bloqués, deux passes déviées et un fumble forcé lors des 16 matchs auxquels il a participé (dont un en tanbt que titulaire).

##### 2012
Le 2 janvier 2012, les Rams se séparent de leur entraîneur principal Steve Spagnuolo après une dernière saison décevante à 4 victoires pour 12 défaites et engagent Jeff Fisher pour le remplacer le 13 janvier. Ce dernier désigne Quinn et Chris Long en tant que titulaires aux postes de defensive end pour commencer la saison. Le 4 octobre, Quinn réussit six plaquages dont quatre en solo et trois sacks (record de sa saison) lors de la victoire 17 à 3 contre les Cardinals de l'Arizona. Il termine la saison avec un bilan de 29 plaquages dont 24 en solo et 10½ sacks lors des 16 matchs qu'il a disputé.

##### 2013
Contre les Cardinals de l'Arizona en première semaine de la saison, Quinn réussit trois sacks (égalisant son record de sack en un match) et provoque deux fumbles adverses (victoire 27 à 24) ce qui lui vaut d'être désigné pour ma première fois de sa carrière, meilleur joueur défensif NFC de la semaine par Sports Illustrated. Il est également désigné meilleur joueur défensif NFC de la semaine par la NF le 11 septembre 2013. En 11e semaine, Quinn force un fumble adverse qui est recouvert en touchdown par Chris Long et pour leurs efforts, ces deux joueurs sont désignés meilleurs joueurs défensifs NFC de la semaine par Sports Illustrated. En 16e semaine, Quinn reréussit trpis sacks contre les Buccaneers de Tampa Bay, portant son total de sacks sur une saison à 18 et dépassant ainsi le record de la franchise détenu jusqu'alors par Kevin Carter (en). Quinn est désigné meilleur joueur défensif de l'année par PFWA en plus d'être sélectionné ans l'équipe type All-Pro 2013.

##### 2014
Le 13 septembre 2014, Quinn signe une extension de contrat de six ans qui le lie avec les Rams jusqu'en fin de saison 2019.

##### 2016
Le 15 décembre 2016, Quinn es placé sur la liste des réserviste blessés à la suite d'une commotion cérébrale

#### Dolphins de Miami
Le 14 mars 2018, Quinn est échangé (avec un choix de 6e tour de la draft 2018) aux Dolphins de Miami contre un choix de 4e tour de la draft 2018 (utilisé pour acquérir Brian Allen),. Il dispute les seize matchs de la saison, comptabilisant 6½ sacks (meilleur total de son équipe), 38 plaquages et deux fumbles forcés.

#### Cowboys de Dallas

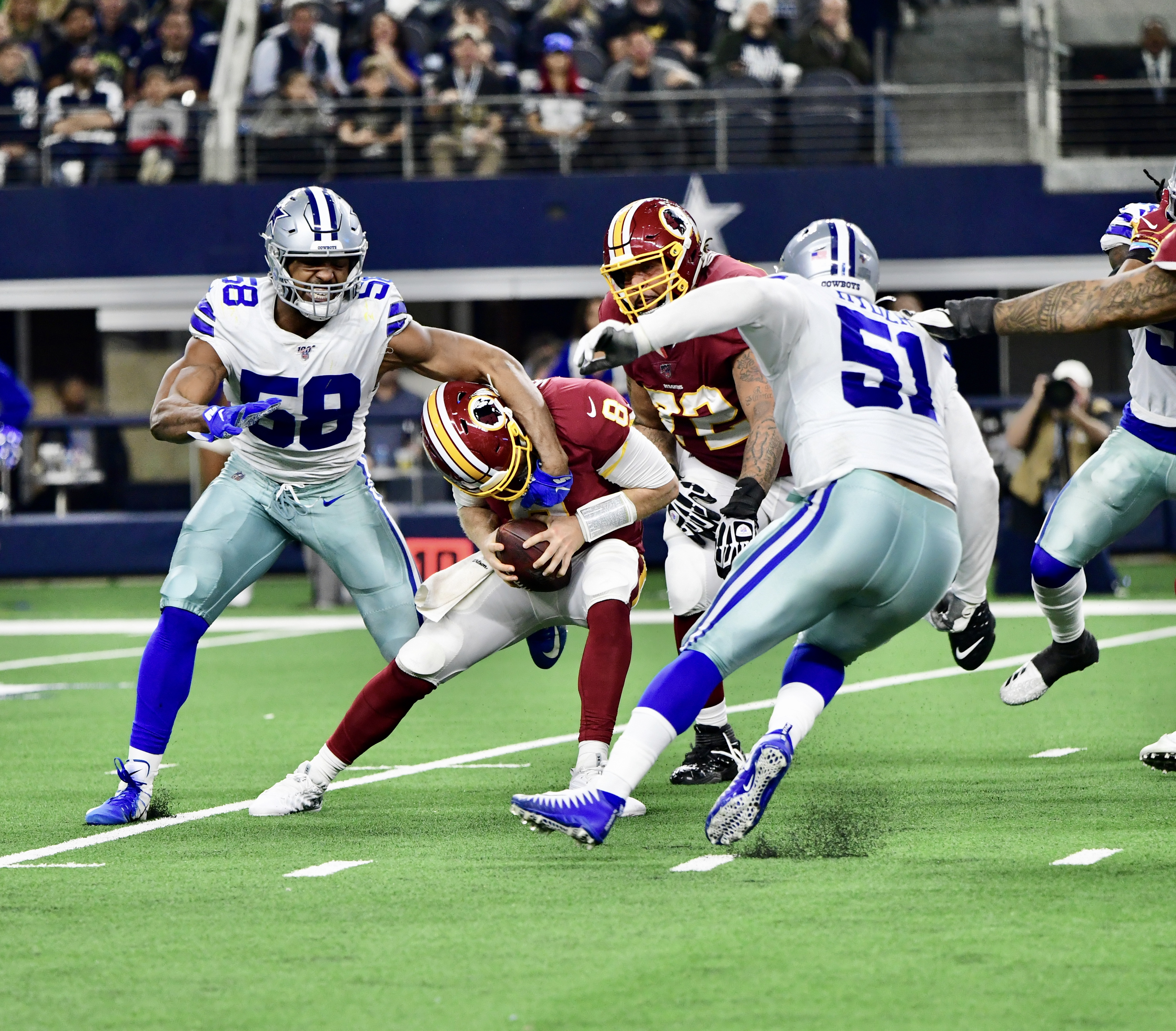
Quinn en 2019 contre les Redskins de Washington.

Le 28 mars 2019, Quinn est transféré aux Cowboys de Dallas en échange d'un choix de 6e tour de la draft 2020. Le no 94 des Cowboys étant déjà porté par Randy Gregory (en), le no 58 lui est attribué.
Le 6 août, il se fracture la main gauche lors du camp d'entraînement. Le 8 août, la Ligue annonce que Quinn est suspendu pour les deux premiers matchs de la saison régulière à la suite d'une violation des règles concernant les substances améliorant la performance, qui, selon Quinn, était liée à ses médicaments antiépileptiques,. Il revient de suspension le 16 septembre et est désigné titulaire au poste de defensive end.
En 4e semaine lors de la défaite 10 à 12 contre les Saints de La Nouvelle-Orléans, Quinn réussit deux sacks sur le quarterback Teddy Bridgewater. Deux semaines plus tard lors de la défaite 22 à 24 contre les Jets de New York, il compte deux sacks sur Sam Darnold. En 7e semaine lors de la victoire 37 à 10 contre les Eagles de Philadelphie, Quinn effectue un sack sur Carson Wentz avant de quitter le terrain à la suite d'une blessure aux côtes. Il termine la saison avec un bilan de 25 plaquages, 11½ sacks (meilleur total de son équipe), 37 pressions sur quarterback, trois passes défendues et deux fumbles forcés.

#### Bears de Chicago
En mars 2020, Quinn rejoint les Bears de Chicago pour un contrat de cinq ans pour un montant de 70 millions de dollars. Il y porte à nouveau le no 94.
Quinn rate le premier match à la suite d'une blessure à la cheville mais en 2e semaine, il réussit son premier sack sur Daniel Jones (victoire 17 à 13 contre les Giants de New York). À la suite de ce sack, Jones relâche le ballon qui est récupéré par Khalil Mack. Lors de la défaite 10 à 24 contre les Rams de Los Angeles en 7e semaine à l'occasion du Monday Night Football, Quinn force un fumble sur son ancien équipier Robert Woods qui est retourné en touchdown par Eddie Jackson.
La saison suivante, le 9 novembre 2021, Quinn Tétablit son record en carrière de 3½ sacks sur un match malgré la défaite 14 à 16 contre les Ravens de Baltimore. Le 2 décembre, il est désigné meilleur joueur défensif NFC du mois. Il est le premier joueur des Bears à remporter cette récompense depuis Eddie Jackson en 2018. Le 20 décembre, Quinn est sélectionné pour disputer son troisième Pro Bowl.
Le 2 janvier 2022, Quinn réussit son 18e sack de la saison lors du match contre les Giants en 17e semaine battant ainsi l'ancien record de la franchise (17½ sacks) détenu par Richard Dent en fin de saison 1984. Quinn termine la saison 2021 avec un bilan de 18½ sacks, juste sous son record en carrière qui est de 19 sacks sur une saison établi en 2013. Il est ensuite sélectionné dans la deuxième équipe All-Pro par l'Associated Press.

#### Eagles de Philadelphie
Le 26 octobre 2022, Quinn est transféré aux Eagles de Philadelphie en échange d'un choix de 4e tour de la draft 2023.

## Statistiques
| Année       | Équipe                           | Statut      | MJ |       | Plaquages | Plaquages | Plaquages | Plaquages |       | Interceptions | Interceptions | Interceptions | Interceptions |  | Fumbles | Fumbles |
| Année       | Équipe                           | Statut      | MJ | Total | Seul      | Ast.      | Sacks     | Nb.       | Yards | Déf.          | TD            | Nb.           | Rec.          |  |         |         |
| 2008        | Tar Heels de la Caroline du Nord | Fr.         | 12 | 34    | 22        | 12        | 2,0       | 0         | 0     | 1             | 0             | 2             | -             |  |         |         |
| 2009        | Tar Heels de la Caroline du Nord | So.         | 13 | 52    | 35        | 17        | 11,0      | 0         | 0     | 3             | 0             | 6             | -             |  |         |         |
| Totaux NCAA | Totaux NCAA                      | Totaux NCAA | 25 | 86    | 57        | 29        | 13,0      | 0         | 0     | 4             | 0             | 8             | -             |  |         |         |

| Année                    | Équipe                   | MJ  |                 | Plaquages       | Plaquages       | Plaquages       | Plaquages       |                 | Interceptions   | Interceptions   | Interceptions | Interceptions |  | Fumbles | Fumbles |
| Année                    | Équipe                   | MJ  | Total           | Seul            | Ast.            | Sacks           | Nb.             | Yards           | Déf.            | TD              | Nb.           | Rec.          |  |         |         |
| 2011                     | Rams de Saint-Louis      | 15  | 23              | 20              | 03              | 05,0            | —               | —               | 2               | —               | 1             | —             |  |         |         |
| 2012                     | Rams de Saint-Louis      | 16  | 29              | 24              | 05              | 10,5            | —               | —               | 2               | —               | 1             | —             |  |         |         |
| 2013                     | Rams de Saint-Louis      | 16  | 57              | 50              | 07              | 19,0            | —               | —               | 1               | —               | 7             | 2             |  |         |         |
| 2014                     | Rams de Saint-Louis      | 16  | 46              | 39              | 07              | 10,5            | —               | —               | 6               | —               | 5             | —             |  |         |         |
| 2015                     | Rams de Saint-Louis      | 08  | 21              | 13              | 08              | 05,0            | —               | —               | 3               | —               | 3             | —             |  |         |         |
| 2016                     | Rams de Los Angeles      | 09  | 10              | 08              | 02              | 04,0            | —               | —               | 2               | —               | 2             | —             |  |         |         |
| 2017                     | Rams de Los Angeles      | 15  | 32              | 21              | 11              | 08,5            | —               | —               | 1               | —               | 2             | —             |  |         |         |
| 2018                     | Dolphins de Miami        | 16  | 38              | 25              | 13              | 06,5            | —               | —               | 0               | —               | 2             | —             |  |         |         |
| 2019                     | Cowboys de Dallas        | 14  | 34              | 26              | 08              | 11,5            | —               | —               | 3               | —               | 2             | —             |  |         |         |
| 2020                     | Cowboys de Dallas        | 15  | 20              | 14              | 06              | 02,0            | —               | —               | 0               | —               | 2             | —             |  |         |         |
| 2021                     | Bears de Chicago         | 16  | 49              | 38              | 11              | 18,5            | —               | —               | 0               | —               | 3             | 1             |  |         |         |
| 2022                     | Bears de Chicago         | 07  | 08              | 06              | 02              | 1,0             | —               | —               | 0               | —               | 4             | —             |  |         |         |
| 2022                     | Eagles de Philadelphie   | ?   | Saison en cours | Saison en cours | Saison en cours | Saison en cours | Saison en cours | Saison en cours | Saison en cours | Saison en cours | ?             | ?             |  |         |         |
| Totaux chez les Rams     | Totaux chez les Rams     | 095 | 218             | 175             | 43              | 062,5           | —               | —               | 17              | —               | 21            | 2             |  |         |         |
| Totaux chez les Dolphins | Totaux chez les Dolphins | 016 | 038             | 025             | 13              | 06,5            | —               | —               | 0               | —               | 02            | —             |  |         |         |
| Totaux chez les Cowboys  | Totaux chez les Cowboys  | 014 | 069             | 052             | 19              | 021,5           | —               | —               | 0               | —               | 07            | 1             |  |         |         |
| Totaux chez les Bears    | Totaux chez les Bears    | 016 | 034             | 026             | 08              | 011,5           | —               | —               | 03              | —               | 02            | 0             |  |         |         |
| Totaux en carrière NFL   | Totaux en carrière NFL   | 162 | 367             | 284             | 83              | 102,0           | —               | —               | 20              | —               | 32            | 3             |  |         |         |

| Année                  | Équipe                 | MJ |       | Plaquages | Plaquages | Plaquages | Plaquages |       | Interceptions | Interceptions | Interceptions | Interceptions |  | Fumbles | Fumbles |
| Année                  | Équipe                 | MJ | Total | Seul      | Ast.      | Sacks     | Nb.       | Yards | Déf.          | TD            | Nb.           | Rec.          |  |         |         |
| 2017                   | Rams de Los Angeles    | 1  | 3     | 3         | 0         | 1,0       | —         | —     | —             | —             | —             | —             |  |         |         |
| 2020                   | Cowboys de Dallas      | 1  | 3     | 3         | 0         | 0,0       | —         | —     | —             | —             | —             | —             |  |         |         |
| Totaux en carrière NFL | Totaux en carrière NFL | 2  | 6     | 6         | 0         | 1,0       | —         | —     | —             | —             | —             | —             |  |         |         |

## Vie privée
La mère de Quinn est originaire de Porto Rico. Sa sœur, Jasmine Camacho-Quinn, a remporté une médaille d'or avec Porto Rico aux Jeux olympiques d'été de 2020 à Tokyo en 100 mètres haies.